# Diocese luterana de Estocolmo
A Diocese de Estocolmo (em sueco: Stockholms stift; em latim: Dioecesis Holmiensis) é uma diocese da Igreja Luterana da Suécia sediada em Estocolmo, capital do país.
Foi estabelecida em 1942, e conta atualmente com 61 paróquias, desde Össeby, a norte, até Botkyrka, a sul, e desde Djurö-Möja-Nämdö, a leste, até Adelsö-Munsö, a oeste.
Tem como sede a Catedral de São Nicolau (Storkyrkan), localizada no bairro antigo de Gamla stan.
Há umas 200 igrejas no território da diocese, construídas desde a Idade Média até aos nossos dias.

Território da Diocese de Estocolmo